# Nagroda Brama Stokera w 2013

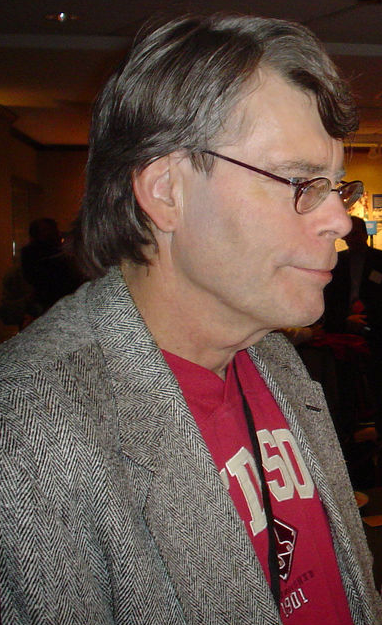
Stephen King - zwycięzca w kategorii Powieść za Doktor Sen

Zwycięzcy i nominowani do Nagrody Brama Stokera za rok 2013.

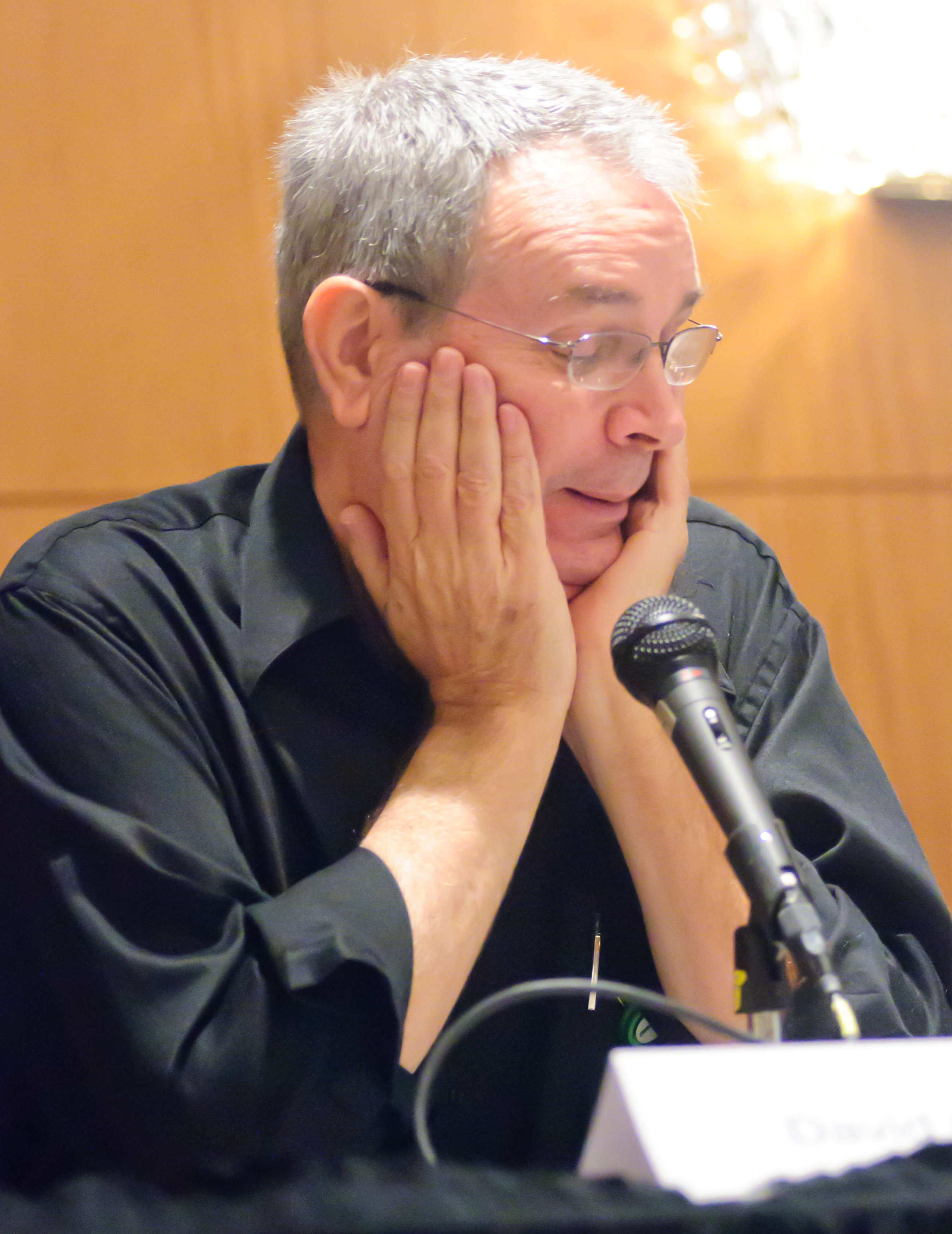
David Gerrold - laureat nagrody w kategorii krótkie opowiadanie za Night Train to Paris

## Kategorie[1][2].
- Powieść (Novel) – utwór składający się z 40 000 lub więcej słów pisany prozą.
- Debiut powieściowy (First Novel) – utwór składający się z 40 000 lub więcej słów pisany prozą napisany przez autora, który nigdy wcześniej nie publikował utworu w gatunkach horror, dark fantasy lub okultyzmu.
- Powieść dla młodzieży (Young Adult Novel) – utwór składający się z 40 000 lub więcej słów pisany prozą przeznaczony dla grupy wiekowej 14-21 lat.
- Powieść graficzna (Graphic Novel) - utwór w formie komisu wydany tradycyjnie albo elektronicznie nie krótszy niż 48 stron. Nagradzani są tylko pisarze, a nie rysownicy.
- Długie opowiadanie (Long Fiction) – utwór składający się co najmniej z 7 500 słów, ale nie więcej niż 39 999 słów pisany prozą.
- Krótkie opowiadanie (Short Fiction) – utwór składający się z nie więcej niż 7 499 słów pisany prozą.
- Zbiór opowiadań (Collection) – zbiór co najmniej trzech oddzielnych utworów napisanych przez jednego autora i oferowanych na sprzedaż lub dystrybuowane w jednym pakiecie w formie książki, książki audio, książki elektronicznej lub innej formie. Łączna długość utworów musi wynosić co najmniej 40 000 słów.
- Utwór non-fiction (Nonfiction) – utwór składający się z 40 000 słów. Może być w formie np: krytyki, biografii, autobiografii, analizy naukowej, odniesień, komentarzy, opinii z zakresu szeroko pojętego horroru, dark fantasy lub okultyzmu.
- Antologia (Anthology) - co najmniej trzy oddzielne utwory napisane przez dwóch lub więcej autorów, wybrane przez redaktora i oferowane na sprzedaż lub dystrybuowane w jednym pakiecie. Łączna długość utworów musi wynosić co najmniej 60 000 słów, a przynajmniej 60% utworów nie może być przed publikacją w antologii wcześniej wydana.
- Scenariusz (Screenplay) - scenariusze filmów pełnometrażowych lub seriali telewizyjnych. Nagradzani są tylko autorzy scenariusza.
- Poezja (Poetry collection) - pozycja składająca się z co najmniej 30 stron utworów pojedynczego autora lub 48 stron nie więcej niż 4 autorów.

## Legenda
| zwycięzca |
| nominacja |

## Powieść (Novel)
| Imię i nazwisko                 | Tytuł oryginalny | Tytuł polski |
| ------------------------------- | ---------------- | ------------ |
| Stephen King                    | Doctor Sleep     | Doktor Sen   |
| Joe Hill                        | NOS4A2           |              |
| Lisa Morton                     | Malediction      |              |
| Sarah Pinborough F. Paul Wilson | A Necessary End  |              |
| Christopher Rice                | The Heavens Rise |              |

## Debiut powieściowy (First Novel)
| Imię i nazwisko | Tytuł oryginalny      | Tytuł polski |
| --------------- | --------------------- | ------------ |
| Rena Mason      | The Evolutionist      |              |
| Kate Jonez      | Candy House           |              |
| John Mantooth   | The Year of the Storm |              |
| Jonathan Moore  | Redheads              |              |
| Royce Prouty    | Stoker’s Manuscript   |              |

## Powieść dla młodzieży (Young Adult Novel)
| Imię i nazwisko  | Tytuł oryginalny            | Tytuł polski |
| ---------------- | --------------------------- | ------------ |
| Joe McKinney     | Dog Days                    |              |
| Libba Bray       | The Diviners                |              |
| Patrick Freivald | Special Dead                |              |
| Kami Garcia      | Unbreakable                 |              |
| Geoffrey Girard  | Project Cain                |              |
| Cat Winters      | In the Shadow of Blackbirds |              |

## Powieść graficzna (Graphic Novel)
| Imię i nazwisko    | Tytuł oryginalny                   | Tytuł polski |
| ------------------ | ---------------------------------- | ------------ |
| Caitlin R. Kiernan | Alabaster: Wolves                  |              |
| Ed Brubaker        | Fatale Book Three: West of Hell    |              |
| Brandon Seifert    | Witch Doctor, Vol. 2: Mal Practice |              |
| Cameron Stewart    | Sin Titulo                         |              |
| Paul Tobin         | Colder                             |              |

## Długie opowiadanie (Long Fiction)
| Imię i nazwisko     | Tytuł oryginalny      | Tytuł polski |
| ------------------- | --------------------- | ------------ |
| Gary Braunbeck      | The Great Pity        |              |
| Dale Bailey         | The Bluehole          |              |
| Benjamin K. Ethridg | The Slaughter Man     |              |
| Gregory Frost       | No Others Are Genuine |              |
| Greg F. Gifune      | House of Rain         |              |
| Rena Mason          | East End Girls        |              |

## Krótkie opowiadanie (Short Fiction)
| Imię i nazwisko  | Tytuł oryginalny     | Tytuł polski |
| ---------------- | -------------------- | ------------ |
| David Gerrold    | Night Train to Paris |              |
| Michael Bailey   | Primal Tongue        |              |
| Patrick Freivald | Snapshot             |              |
| Lisa Mannetti    | The Hunger Artist    |              |
| John Palisano    | The Geminis          |              |
| Michael Reaves   | Code 666             |              |

## Zbiór opowiadań (Fiction Collection)
| Imię i nazwisko    | Tytuł oryginalny                                         | Tytuł polski |
| ------------------ | -------------------------------------------------------- | ------------ |
| Laird Barron       | The Beautiful Thing That Awaits Us All and Other Stories |              |
| Nathan Ballingrud  | North American Lake Monsters: Stories                    |              |
| James Dorr         | The Tears of Isis                                        |              |
| Caitlin R. Kiernan | The Ape’s Wife and Other Stories                         |              |
| Gene O’Neill       | Dance of the Blue Lady                                   |              |
| S.P. Somtow        | Bible Stories for Secular Humanists                      |              |

## Scenariusz (Screenplay)
| Imię i nazwisko            | Tytuł oryginalny                            | Tytuł polski                  |
| -------------------------- | ------------------------------------------- | ----------------------------- |
| Glen Mazzara               | The Walking Dead: “Welcome to the Tombs”    | Żywe trupy                    |
| Fabien Adda Fabrice Gobert | The Returned: “The Horde”                   |                               |
| Brad Falchuk               | American Horror Story: Asylum: “Spilt Milk” | American Horror Story: Asylum |
| Bryan Fuller               | Hannibal: “Apéritif”                        | Hannibal                      |
| Daniel Knauf               | Dracula: “A Whiff of Sulfur”                | Dracula                       |

## Antologia (Anthology)
| Imię i nazwisko                 | Tytuł oryginalny                                        | Tytuł polski |
| ------------------------------- | ------------------------------------------------------- | ------------ |
| Eric J. Guignard                | After Death …                                           |              |
| R.J. Cavender Boyd E. Harris    | Horror Library: Volume 5                                |              |
| Michael Knost Nancy Eden Siegel | Barbers & Beauties                                      |              |
| Joseph S. Pulver                | The Grimscribe’s Puppets                                |              |
| Anthony Rivera Sharon Lawson    | Dark Visions: A Collection of Modern Horror, Volume One |              |

## Utwór non-fiction (Nonfiction)
| Imię i nazwisko               | Tytuł oryginalny                                                              | Tytuł polski |
| ----------------------------- | ----------------------------------------------------------------------------- | ------------ |
| William F. Nolan              | Nolan on Bradbury: Sixty Years of Writing about the Master of Science Fiction |              |
| Barbara Brodman James E. Doan | Images of the Modern Vampire: The Hip and the Atavistic                       |              |
| Gary William Crawford         | Ramsey Campbell: Critical Essays on the Modern Master of Horror               |              |
| Jarkko Toikkanen              | The Intermedial Experience of Horror: Suspended Failures                      |              |
| Robert H. Waugh               | Lovecraft and Influence: His Predecessors and Successors                      |              |

## Poezja (Poetry collection)
| Imię i nazwisko                                     | Tytuł oryginalny                          | Tytuł polski |
| --------------------------------------------------- | ----------------------------------------- | ------------ |
| Marge Simon Rain Graves Charlee Jacob Linda Addison | Four Elements                             |              |
| Bruce Boston                                        | Dark Roads: Selected Long Poems 1971-2012 |              |
| Helen Marshall                                      | The Sex Lives of Monsters                 |              |
| Marge Simon Sandy DeLuca                            | Dangerous Dreams                          |              |
| Stephanie M. Wytovich                               | Hysteria: A Collection of Madness         |              |

## Nagrody specjalne

### Nagroda za całokształt twórczości (Lifetime Achievement)
- Stephen Jones
- R.L. Stine

### Specialty Press Award
- Gray Friar Press

### Richard Laymon President's Award
J.G. Faherty

### Silver Hammer
Norman Rubenstein